# Jakub Śmiechowski
Jakub Śmiechowski, dit Kuba, né le 11 octobre 1991 à Varsovie, est un pilote automobile polonais. Il participe aux Championnats European Le Mans Series, Championnat VdeV et Asian Le Mans Series pour l'écurie polonaise Inter Europol Competition. Il a été titré champion du Championnat VdeV en 2016 et 2017 dans la catégorie Endurance LMP3/PFV.

## Carrière

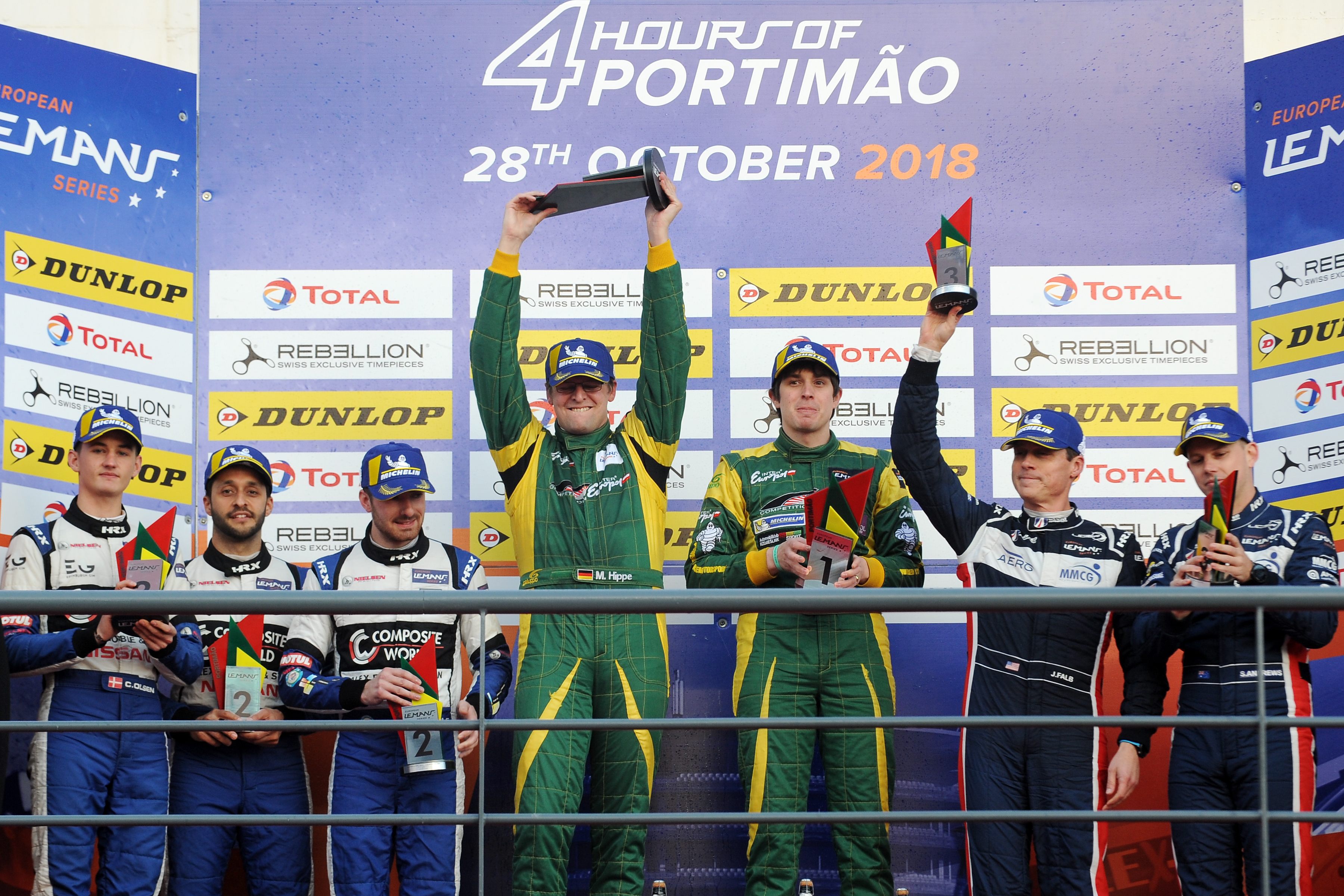
Kuba sur la plus haute marche du podium des 4 Heures de Portimão 2018

Kuba a commencé le sport automobile à l'âge de 14 ans. Avec son père, il allait sur une piste de karting à Lublin. Peu de temps après, il a commencé ses premiers essais avec l’écurie allemande DP Racing basée à Jüterbog.
Du fait que les possibilités de course en Pologne soient très limitées, il a fait ses premiers pas en course à l’étranger.
Lors de la saison suivante, il était un concurrent régulier et il a rejoint une écurie polonaise, qui faisait partie de la famille des courses de Peter de Bruijn. En 2009, il est devenu champion de Kart de Pologne dans la catégorie KF2 et il a effectué ses premiers essais en Formule Renault 2.0. Avant la fin de l'année, il a participé à sa première course en monoplace.
En 2010, il a participé au championnat Formula Renault 2.0 Northern European Cup où il est monté sur son premier podium et termina le championnat à la 7e position.
En 2014, il a participé au championnat BOSS GP (en) dans une voiture GP2, remportant le championnat dès sa première saison.
Depuis 2016, il court avec une Ligier JS P3 dans les Championnats European Le Mans Series, Championnat VdeV et Asian Le Mans Series.

## Palmarès

### European Le Mans Series
| Année | Ecurie                    | Châssis        | Moteur                              | Classe | 1                 | 2                 | 3                | 4                 | 5                 | 6                | Position | Points |
| ----- | ------------------------- | -------------- | ----------------------------------- | ------ | ----------------- | ----------------- | ---------------- | ----------------- | ----------------- | ---------------- | -------- | ------ |
| 2016  | Inter Europol Competition | Ligier JS P3   | Nissan VK50VE 5.0 L V8 Atmo         | LMP3   | SIL Abd.          | IMO gén:34 cls:15 | RBR Abd.         | LEC gén:19 cls:7  | SPA gén:15 cls:6  | EST gén:12 cls:5 | 12e      | 24.5   |
| 2017  | Inter Europol Competition | Ligier JS P3   | Nissan VK50VE 5.0 L V8 Atmo         | LMP3   | SIL gén:16 cls:6  | MON gén:16 cls:6  | RBR gén:13 cls:5 | LEC gén:14 cls:2  | SPA gén:15 cls:4  | ALG Abd.         | 5e       | 56     |
| 2018  | Inter Europol Competition | Ligier JS P3   | Nissan VK50VE 5.0 L V8 Atmo         | LMP3   | LEC gén:21 cls:6  | MON gén:17 cls:4  | RBR gén:20 cls:3 | SIL gén:17 cls:5  | SPA gén:29 cls:12 | ALG gén:10 cls:1 | 2e       | 70.25  |
| 2019  | Inter Europol Competition | Ligier JS P217 | Gibson GK428 4.2 L V8 atmosphérique | LMP2   | LEC gén:14 cls:14 | MON gén:13 cls:13 | BAR Abd.         | SIL gén:12 cls:12 | SPA gén:12 cls:12 | ALG Abd.         | 28e      | 2      |

### Asian Le Mans Series
| Année     | Ecurie                    | Châssis        | Moteur                              | Classe | 1               | 2               | 3               | 4               | Position | Points |
| --------- | ------------------------- | -------------- | ----------------------------------- | ------ | --------------- | --------------- | --------------- | --------------- | -------- | ------ |
| 2018-2019 | Inter Europol Competition | Ligier JS P3   | Nissan VK50VE 5.0 L V8 Atmo         | LMP3   | SHA gén:7 cls:1 | FUJ gén:8 cls:2 | THA gén:8 cls:2 | SEP gén:5 cls:1 | 1re      | 87     |
| 2019-2020 | Inter Europol Competition | Ligier JS P217 | Gibson GK428 4.2 L V8 atmosphérique | LMP2   | SHA gén: cls:   | BEN gén: cls:   | SEP gén: cls:   | BUR gén: cls:   |          |        |

N.B. * Saison en cours. Les courses en " gras  'indiquent une pole position, les courses en "italique" indiquent le meilleur tour de course.